# Thorn (Paesi Bassi)
Thorn  è una località olandese situata nel comune di Maasgouw, nella provincia del Limburgo.